# Ciudad del Rock (Arganda del Rey)
La Ciudad del Rock es un recinto musical al aire libre situado en el municipio de Arganda del Rey (Madrid, España). Concebido originalmente para acoger la primera edición española del festival Rock in Rio en 2008, desde entonces ha sido la sede de una variedad de festivales de música.

## Historia

### Construcción
En 2006 o 2007, la empresa promotora Better World firmó un convenio con el ayuntamiento de Arganda del Rey en el que se acordaba la cesión gratuita de un terreno a la empresa para acoger el festival Rock in Rio con periodicidad bianual durante un total de diez años.
El 6 de febrero de 2007, en el Círculo de Bellas Artes, se anunció públicamente la construcción de una Ciudad del Rock en el término municipal de Arganda del Rey, con un presupuesto de 30 millones de euros y una previsión de asistencia de unas 100 000 personas diarias.
El 27 de junio de 2008, el empresario Roberto Medina, y el alcalde de Arganda del Rey, Ginés López, cortaron la cinta inaugural para dar comienzo al festival.

### Uso y declive
Tras la celebración de Rock in Rio en 2008, 2010 y 2012, la promotora rescindió el contrato alegando falta de rentabilidad del festival, dejando en desuso el recinto. Desde entonces, se han celebrado otros festivales y eventos, aunque con poco éxito.
La concesión de los terrenos por parte de La Comunidad de Madrid al Ayuntamiento de Arganda para la celebración de este tipo de eventos, finalizará el 31 de diciembre de 2025, con la posibilidad de una prórroga hasta el 31 de diciembre de 2027. Posteriormente la zona se convertirá en una plataforma logística.

## Características
El recinto se encuentra alejado de núcleos de población, en una zona conocida como El Campillo, situada entre los municipios de Arganda del Rey y Perales de Tajuña, en el kilómetro 33 de la autovía  A-3 . Tiene una superficie de 20 hectáreas, y 35 hectáreas si se incluye el aparcamiento, y capacidad para 96 000 personas y 6000 vehículos.
En el centro, ocupa un lugar prominente la Fuente de las Estrellas, una instalación de unos 240 m de largo compuesta por una parte circular de 30 m de diámetro y otra longitudinal de 170 m y que cuenta con cuarenta salidas de agua que pueden alcanzar una altura de 7 m. La fuente fue reconocida en 2009 en el Libro Guinness de los Récords como la «fuente instalada visitable más larga».

## Festivales
La Ciudad del Rock de Arganda ha acogido los siguientes festivales de música:
- Rock in Rio Madrid (2008, 2010, 2012);
- 4every1 (2014)[8]
- A Summer Story (2015-2019, 2022-)[9]
- Primavera Sound Madrid (2023)[10]
- Puro Latino Fest (2023-)[11]